# دیوید داکو
دیوید داکو (انگلیسی: David Dacko؛ ۲۴ مارس ۱۹۳۰ – ۲۰ نوامبر ۲۰۰۳) یک سیاست‌مدار اهل جمهوری آفریقای مرکزی بود.